# Чремошна (притока Сланої)
Чремошна (словац. Čremošná) — річка в Словаччині, ліва притока Сланої, протікає в окрузі Рожнява.
Довжина — 29 км.
Витікає в масиві Словацький Карст на висоті 880 метрів. Протікає селами Буорка і Лучка.
Впадає у Слану біля села Брзотін на висоті 257 метрів.